# Manca
La manca es el estadio juvenil postlarval de algunos crustáceos. La etapa manca es la característica definitoria de un clado llamado Mancoida que comprende todos los miembros de Peracarida excepto Amphipoda. Las mancas se parecen mucho a la forma adulta, excepto por la ausencia del último par de pereiópodos. En algunos isópodos, específicamente en la familia Gnathiidae, la etapa manca es un parásito de peces y también se conoce como praniza.